# Alexander W. Weddell
Alexander Wilbourne Weddell (Richmond, 6 de abril de 1876-1948) fue un diplomático estadounidense, embajador en Argentina y España.

## Biografía
Nació el 6 de abril de 1876 en Richmond, Virginia. Fue embajador de los Estados Unidos de América en Argentina entre 1933 y 1938 y en España desde 1939 hasta finalizar su misión diplomática el 7 de febrero de 1942.